# День моряка-подводника
День моряка-подводника — праздник, который отмечается военнослужащими, ветеранами и гражданским персоналом подводных сил Военно-Морского Флота Российской Федерации ежегодно 19 марта.

## История и празднование дня моряка-подводника
Дата была выбрана в связи с событием, произошедшим 19 марта (по старому стилю 6 марта) 1906 года, когда по указу императора Российской империи Николая II в классификацию судов военного флота был включен новый класс боевых кораблей — подводные лодки, а в состав Российского флота включены 20 подводных лодок, из соображений секретности числившихся ранее миноносцами: «Дельфин», «Форель», а также построенные к тому времени субмарины типов «Касатка», «Сом» и «Осётр». Об этом событии свидетельствует приказ по Морскому ведомству России № 52, от 24 марта 1906 года, подписанный лично морским министром адмиралом Алексеем Алексеевичем Бирилёвым. В этом приказе, в частности, говорилось: «Государь Император (Николай II), в шестой день марта сего года, Высочайше повелеть соизволил… включить в классификацию корабельного состава флота подводные лодки». 9 апреля (27 марта) того же года указом № 27614 был учреждён Учебный отряд подводного плавания при порте Императора Александра III в Либаве.
С той поры в Российской империи и появился новый праздник «День моряка-подводника», однако после Октябрьской революции 1917 года отмечать его перестали. Почти девять десятилетий спустя, праздник был возрождён. 15 июля 1996 года Главнокомандующий Военно-Морским Флотом России адмирал флота Ф. Н. Громов подписал приказ № 253, в котором предписывалось отмечать «День моряка-подводника» ежегодно, 19 марта.
Традиционно в этот день проводятся торжественные вечера, собрания, концерты, митинги и встречи с подводниками. Главнокомандующий ВМФ России направляет поздравление подводникам флотов и ветеранам-подводникам. Особо отличившиеся моряки подводных сил России награждаются государственными наградами, памятными подарками, грамотами и благодарностями от командования. В гарнизонах ВМФ России проходят праздничные мероприятия, торжественные церемонии возложения венков и цветов к мемориалам и памятникам морякам-подводникам.